# Xuzhou
Xuzhou (in cinese 徐州; in pinyin xú zhōu) è una città della Cina nella provincia dello Jiangsu.

## Storia
Verso l'inizio della nostra epoca Xiang Hu si proclamò re del Chu Occidentale e fece di Xuzhou la propria capitale. Morto Xiang Hu, la città perse di importanza politica, ma la sua economia rimase fiorente grazie alle attività del porto fluviale. Durante i secoli XV e XVI per il porto transitavano più di 12.000 battelli e 200.000 tonnellate di grano.
Nel 1604, dopo la chiusura del Grande Canale Imperiale, la città inizio il proprio declino.
All'inizio del secolo XX iniziò la rinascita, anche per il completamento delle linee ferroviarie Pechino-Shanghai e Lianyungang-Ürümqi che qui si incrociavano.
Durante la guerra civile nei pressi di Xuzhou si combatté una delle tre grandi campagne tra il Partito Comunista Cinese ed il Kuomintang. Dopo che questo secondo venne sconfitto, perdendo 22 armate con 56 divisioni, cominciò la veloce ritirata che portò alla sconfitta definitiva.

## Monumenti e luoghi d'interesse

### Huaxing Shimu
Si tratta di una tomba dell'epoca Han Orientale (25 d.C. - 200 d.C.), che fu scoperta nel 1952. Al suo interno si trovano varie tavolette incise.

### Lapide del Grande Vento (Dafeng Bei)
Si trova nella casa della Cultura a Peixian, a circa 70 km a nord-ovest di Xuzhou, città natale di Liu Bang, primo imperatore della dinastia Han (202 a.C. - 220 d.C.).
Alta 1,7 m a larga 1,23, la lapide reca una poesia scritta da Liu Bang stesso; la lapide risalirebbe a più di 2000 anni or sono.
Nello stesso luogo si conserva una seconda lapide con incisa la stessa poesia, ma disposta in maniera differente. La lapide risalirebbe al 1306 e misura 2,35 m di altezza e 1,23 m di larghezza.

### Armata di Terracotta
Alla morte di Liu Wu, terzo re dei Chu, fu sepolto in una tomba e alla sua protezione fu posta una intera armata di guerrieri di terracotta. Le statue furono riscoperte nel 1984 e sono state riposizionate in loco dal 1985.

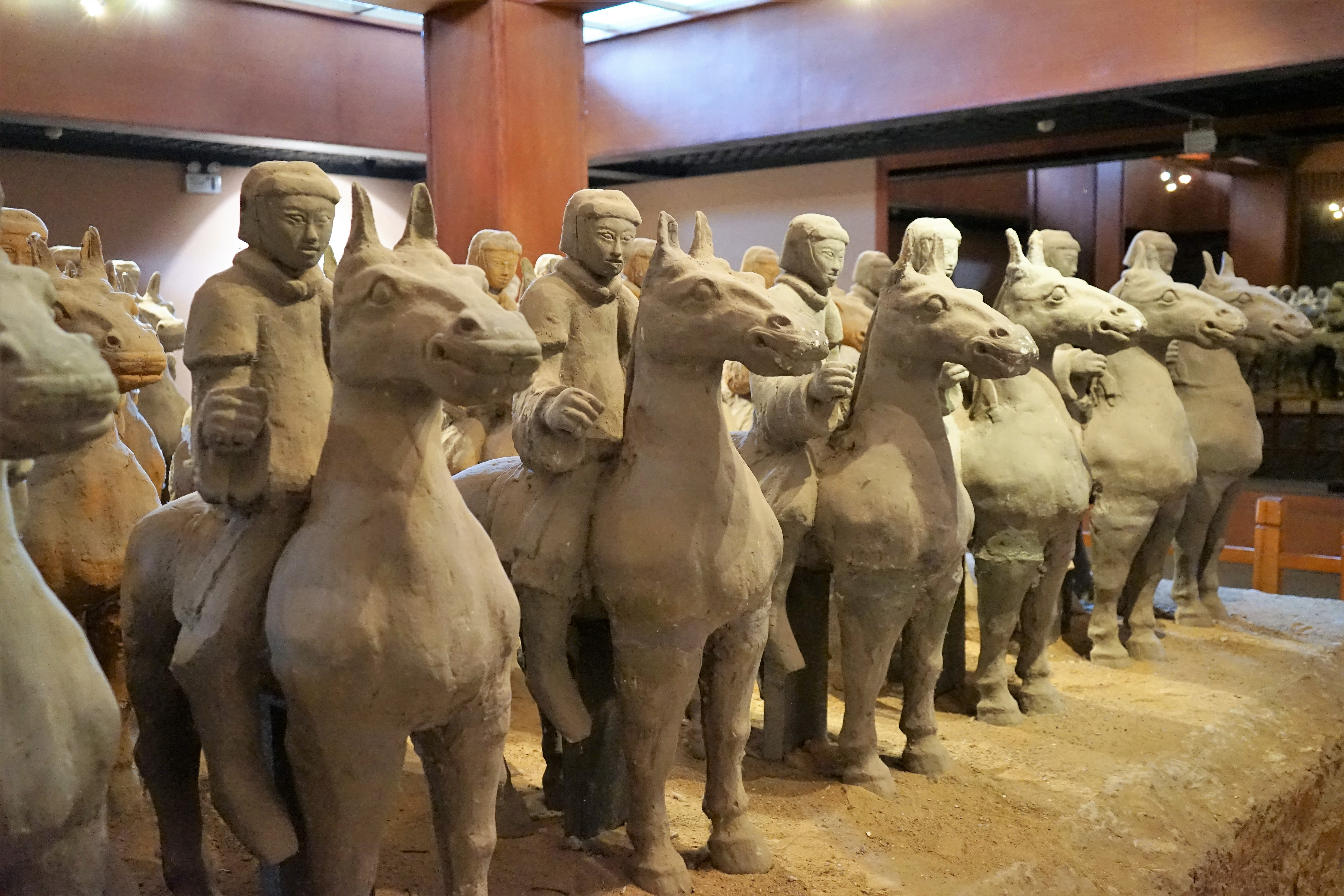
Alcuni cavalieri
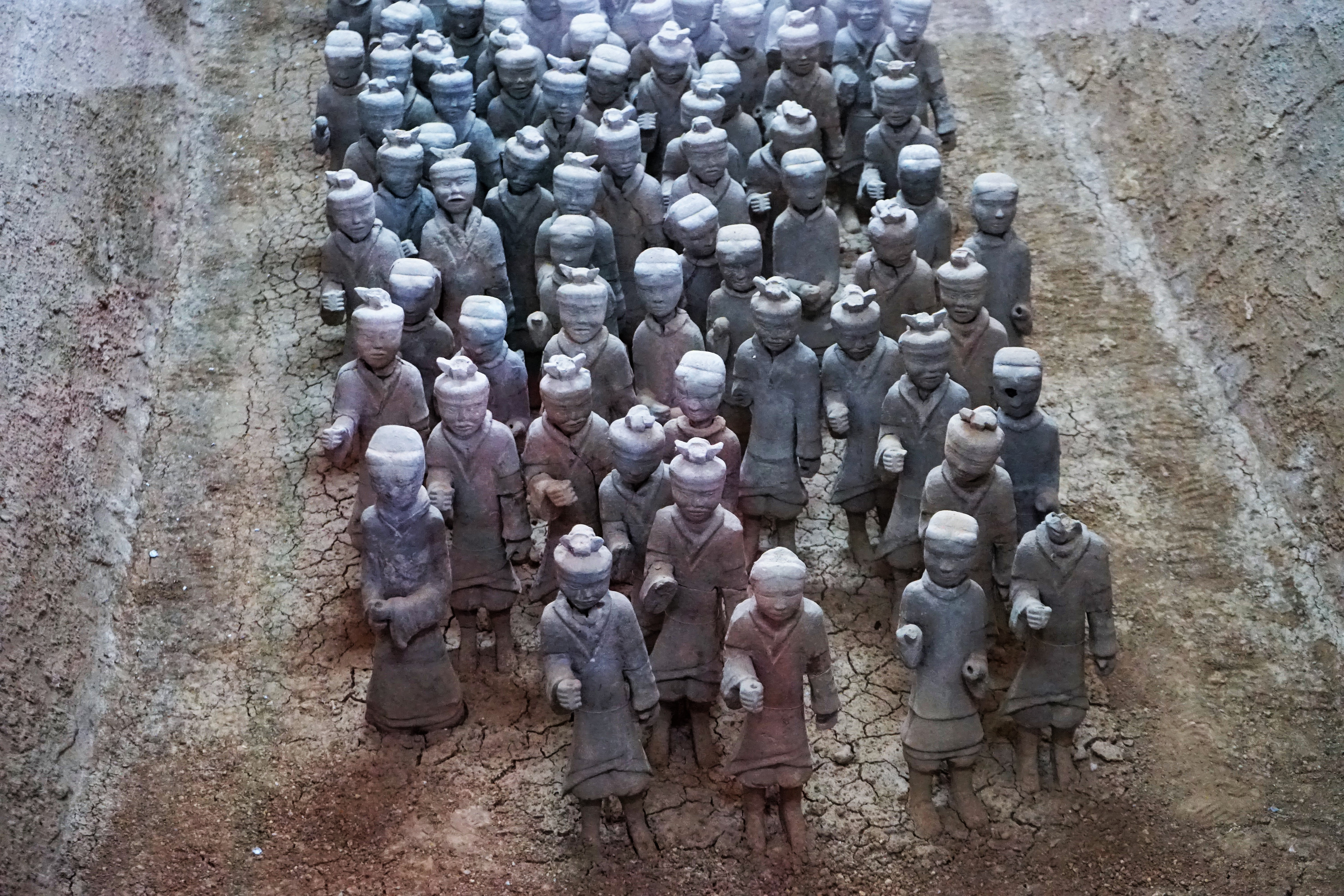
Parte dell'armata

## Amministrazione

### Gemellaggi
- Saint-Étienne, dal 1984